# Camponotus lindigi
Camponotus lindigi é uma espécie de inseto do gênero Camponotus, pertencente à família Formicidae.